# ردنک رمپج
«ردنک رمپج» (انگلیسی: Redneck Rampage) یک بازی ویدئویی در سبک تیراندازی اول شخص است که توسط Interplay Entertainment و در سال ۱۹۹۸ و در پلت‌فرم‌های داس و سیستم عامل‌های مکینتاش منتشر شده‌است.